# Faust: Love of the Damned
Faust: Love of the Damned  ist ein spanischer Horrorfilm aus dem Jahr 2000 des Regisseurs Brian Yuzna. Er basiert auf der Comicserie von Tim Vigil und David Quinn.

## Inhalt
John Jaspers ist traumatisiert, seit er mitansehen musste, wie seine Freundin ermordet wurde. Er schließt einen Pakt mit dem Wesen M und verkauft seine Seele. Als Gegenleistung bekommt John Superkräfte und versucht, sich an den Mördern seiner Freundin zu rächen. Der Deal ist jedoch mit unerwarteten Kosten verbunden, da Jaspers regelmäßig in einen Dämon verwandelt wird, dessen Leidenschaft das Töten ist. Jaspers entdeckt, dass es Ms Plan ist, ein riesiges Monster namens Homunculus zu befreien und die Tore der Hölle zu öffnen. Als er davon erfährt beschließt er, M zu töten.

## Veröffentlichung
Faust: Love of the Damned wurde am 12. Oktober 2000 auf dem Sitges Film Festival uraufgeführt. Es wurde Ende Oktober 2000 im Kino veröffentlicht.
Trimark veröffentlichte es 2001 auf DVD und Mosaic veröffentlichte im Januar 2002 eine DVD in Großbritannien.

## Rezeption
- Cinema bezeichnete den Film als Geschmackloser Stuss, nur die Mucke knallt.[3]
- Das Lexikon des internationalen Films urteilt: „Horrorfilm nach einem gewaltreichen Comic, der zwar die pornografische Ausrichtung und die Brutalitäten der Vorlage abmildert, Freunden solch fragwürdiger Unterhaltung aber noch genügend Slasher-Szenen und Ekeleffekte bietet.“[4]